# The Last of the Libertine
The Last of the Libertine is het negende album van de eenpersoonsband Karda Estra. Het album is weer een mengeling van de stijlen symfonische rock, rustige gothic rock, ambient en minimal music; de muziek klinkt vol nostalgie naar verdwenen tijden.
Zoals gebruikelijk heeft Wileman weer een aantal musici rond zich verzameld om het album op te nemen.

## Musici
- Richard Wileman – Akoestische, elektrische en basgitaar, toetsen, percussie, boezoeki en rastrofoon;
- Ileesha Bailey – woordloze zang;
- Helen Dearnley – viool;
- Caron Hansford – (alt-)hobo;
- Louise Hirst – trompet;
- Zoë Josey – dwarsfluit, tenorsaxofoon

## Muziek
Alle composities van Wileman.

| Nr. | Titel                     | Duur |
| --- | ------------------------- | ---- |
| 1.  | Paper cuts                | 2:39 |
| 2.  | Life drawing              | 4:44 |
| 3.  | Atom of warmth            | 5:26 |
| 4.  | Morning wraights          | 5:58 |
| 5.  | Halcyon years             | 5:28 |
| 6.  | The Last of the Libertine | 5:44 |
| 7.  | Black sun                 | 6:23 |
| 8.  | Terra Nova                | 5:20 |